# Дангдут

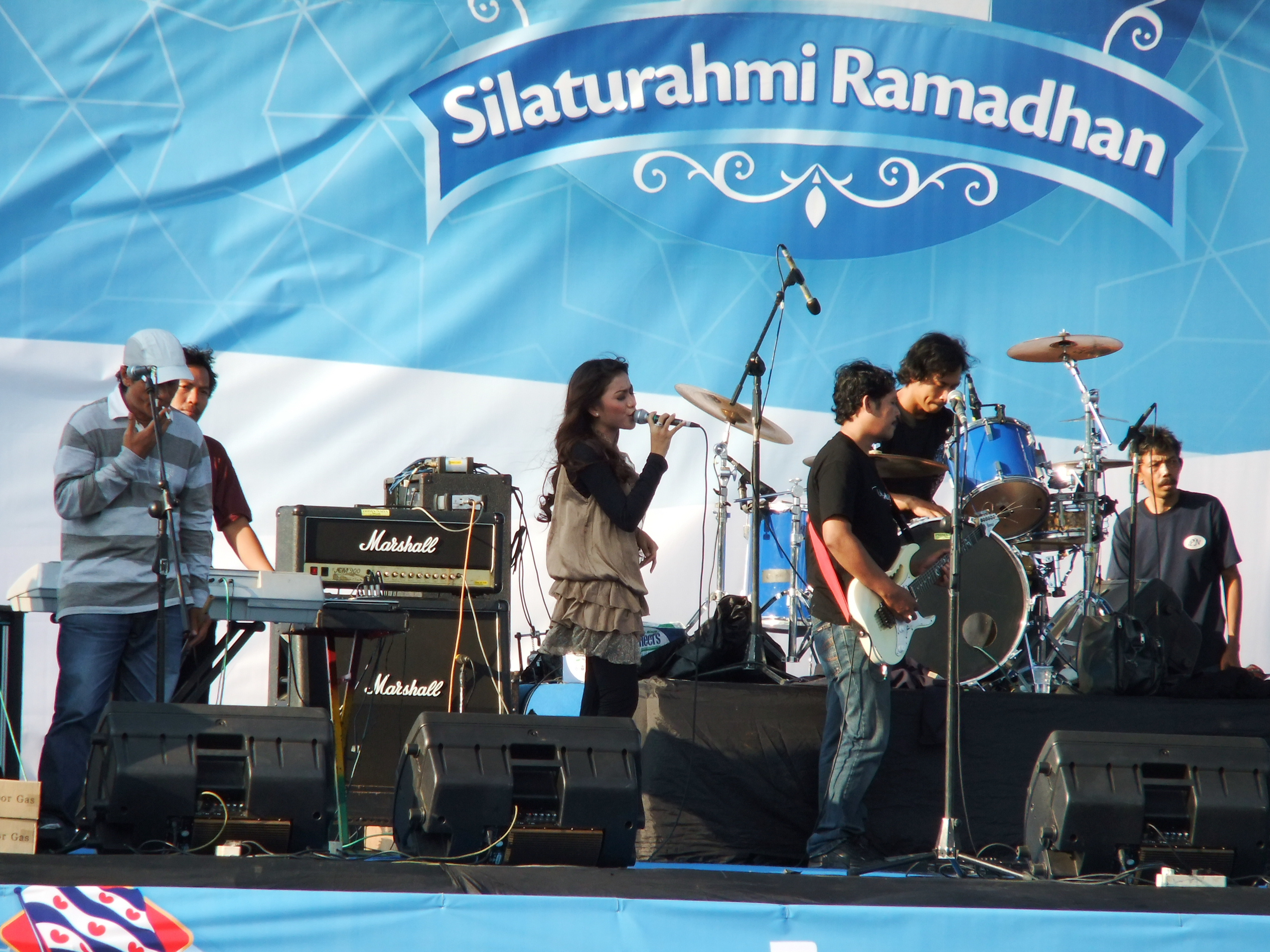
Концерт дангдут-группы

Дангду́т — жанр индонезийской поп-музыки, которой берёт истоки в малайской, арабской и индийской музыке. Возник в конце 1960-х — начале 1970-х годах в среде мусульманской рабочей молодежи острова Ява и с конца 1990-х годов получил широкое распространение в низших слоях индонезийцев,а также в Малайзии и на южных Филиппинах.
Группа исполнителей дангдута обычно состоит из вокалиста (мужчины или женщины) и от 4 до 8 музыкантов. Инструменты группы обычно включают табла, мандолину, гитару и синтезатор. Современный дангдут включает традиции ближневосточной поп-музыки, западного рока, хауса, хип-хопа, современного ритм-н-блюза и регги.
Жанр дангдут достиг пика популярности в 1990-х годах и в настоящее время наиболее популярен в западной части Индонезии (на Яве, Суматре, Калимантане).
Термин «данг-дут» представляет собой ономатопею яванского названия инструмента табла (также известного как gendang) — барабана, название которого обозначается словами dang и ndut. Известный индонезийский дангдут-музыкант Рома Ирама считает, что это слово было придумано богатыми в качестве насмешки про «музыку бедных». Одной из популярных исполнительниц в жанре дангдут в 1970-е — 1980-е годы была известная индонезийская киноактриса и певица Элиа Хадам.
К 1975 году 75 % всех музыкальных записей в Индонезии были в жанре дангдут. В настоящее время в большинстве крупных городов, особенно на острове Ява, имеется по нескольку концертных площадок, где дангдут-шоу проходят несколько раз в неделю. Концерты дангдут-звёзд также транслируются по телевидению.
В 2003 году выступления известной дангдут-певицы Инуль Даратиста вызвали нападки со стороны религиозных консервативных кругов, которые обвинили певицу в аморальности. Эти обвинения поддержал другой известный дангдут-музыкант Рома Ирама, призвав запретить выступления Даратиста на телевидении, и в 2008 году парламент Индонезии принял закон, который достаточно широко трактует понятие порнография.
Из-за противодействия консервативных мусульманских кругов Индонезии были также отменены запланированные на начало июня 2012 года в Джакарте гастроли известной исполнительницы Леди Гаги. В связи с этим многие комментаторы отмечали, что отмена гастролей Леди Гага выглядит странной на фоне многих дангдут-шоу.
Дангдут остается неотъемлемой частью индонезийской музыкальной культуры, несмотря на нападки консервативных мусульманских кругов по поводу пошлости некоторых выступлений дангдут-исполнителей (например, Джулии Перес).
Некоторые индонезийские кинофильмы и ТВ-шоу обращаются к тематике дангдута, например фильмы с участием Рома Ирама, мелодрама Руди Сёджарво «Внезапный дангдут».